# Зачароване місце
«Зачароване місце» — повість Миколи Васильовича Гоголя з циклу «Вечори на хуторі біля Диканьки».

## Історія публікації
Надрукована вперше у 1832 році у другій книжці «Вечори на хуторі біля Диканьки». Рукопис невідомий. Його відсутність унеможливлює точне датування твору. Спираючись на те, що «Зачароване місце» має підзаголовок «Бувальщина, розказана дяком ***ської церкви», яким позначено «Вечір проти Івана Купала» та «Запропаща грамота», і викладено в тій же манері, передбачається, що це твір належить до групи ранніх повістей «Вечорів» і написано його у 1829—1830 роках. У повісті сплітаються два основні мотиви: добування скарбу та дії чортів в «обманних» («зачарованих») місцях.

## Сюжет
Оповідач пояснює,
Повість відноситься до того часу, коли він був ще дитиною. Батько з одним із синів поїхав у Крим продавати тютюн, залишивши вдома жінку і трьох синів та діда стерегти баштан — діло прибуткове, подорожніх багато, а всього краще — чумаки, що розказували дивні історії. Якось під вечір приходить кілька возів з чумаками, та всіма старими дідовими знайомими. Перецілувались, закурили, пішла розмова, а там і гостинці. Хоче дід, щоб внуки танцювали, гостей тішили, та недовго терпів, сам пішов. Танцював дід славно, такі кренделі виробляв, що диво, поки не дійшов до одного місця, біля грядки з огірками. Тут ноги його стали. Лаявся, і знову починав — без толку. Ззаду хтось засміявся. Подивився, а місця не взнає: і баштан, і чумаки — все зникло, кругом одне поле. Все ж зрозумів, де він, за поповим городом, за гумном волосного писаря. «Ось куди затягла нечиста сила!» Став вибиратись, місяця немає, знайшов у темноті доріжку. На могилці поблизу спалахнув вогник, і другий трохи далі. «Скарб!» — вирішив дід і навалив для примітки гілляку, оскільки заступа при собі не мав. Пізно повернувся він на баштан, чумаків не було, діти спали.

Повествование относится к тому времени, когда он был ещё ребёнком. Отец с одним из сыновей уехал в Крым продавать табак, оставив дома жену и трёх сыновей да деда стеречь баштан — дело прибыльное, проезжих много, а всего лучше — чумаки, что рассказывали диковинные истории. Как-то к вечеру приходит несколько возов с чумаками, да все старинными дедовыми знакомцами. Перецеловались, закурили, пошёл разговор, а там и угощение. Потребовал дед, чтоб внуки плясали, гостей потешили, да недолго терпел, сам пошёл. Плясал дед славно, такие кренделя выделывал, что диво, покуда не дошёл до одного места, близ грядки с огурцами. Здесь ноги его стали. Бранился, и снова начинал — без толку. Сзади кто-то засмеялся. Огляделся, а места не узнает: и баштан, и чумаки — всё пропало, вокруг одно гладкое поле. Все ж понял, где он, за поповым огородом, за гумном волостного писаря. «Вот куда затащила нечистая сила!» Стал выбираться, месяца нет, нашёл в темноте дорожку. На могилке поблизости вспыхнул огонёк, и другой чуть поодаль. «Клад!» — решил дед и навалил для приметы изрядную ветку, поскольку заступа при себе не имел. Поздно вернулся он на баштан, чумаков не было, дети спали.
Наступного вечора, захопивши заступ і лопату, попрямував до попового городу. Ось за всіма прикметами вийшов у поле на давнє місце: і голубник стирчить, а гумна не видно. Пішов ближче до гумна — пропала голубниця. А тут припустив дощ, і дід так і не знайшов місця, прибіг із лайкою назад. Назавтра ввечері пішов він із заступом прокопати нову грядку. Все впізнав він: і гумно, і голубник, і могилку з наваленою гіллякою. На могилі лежав камінь. Обкопавши, дід відвалив його і хотів був понюхати тютюн, як хтось чхнув у нього над головою. Озирнувся — нема нікого. Взявся дід копати і знайшов казан. «А, голубчику, ось де ти!» — вигукнув дід. Те саме сказав і пташиний ніс, і бараняча голова з верхівки дерева, і ведмідь. «Та тут страшно слово сказати», — промимрив дід, а слідом за ним і пташиний ніс, і голова барана, і ведмідь. Дід хоче бігти — під ногами крутячи без дна, над головою гора нависла. Дід кинув казан, і все стало як і раніше. Вирішивши, що нечиста сила тільки лякає, він схопив казан і кинувся тікати.
О цій порі на баштані і діти, і мати, що прийшла, дивувалися, куди подівся дід. Повечерявши, пішла мати вилити гарячі помиї, а назустріч їй бочка повзе: видно, хтось із дітей, пустуючи, штовхає її ззаду. Мати хлюпнула в неї помиями. Виявилося, що то дід. Відкрили дідів казан, а в ньому сміття і «соромно сказати, що таке». З тих пір заклявся дід вірити чортові, прокляте місце загородив тином, а коли найняли поле під баштан сусідні козаки, на зачарованому місці сходило таке, що й розібрати не можна: кавун не кавун, гарбуз не гарбуз, огірок не огірок… чорт знає що!